# Maki-e

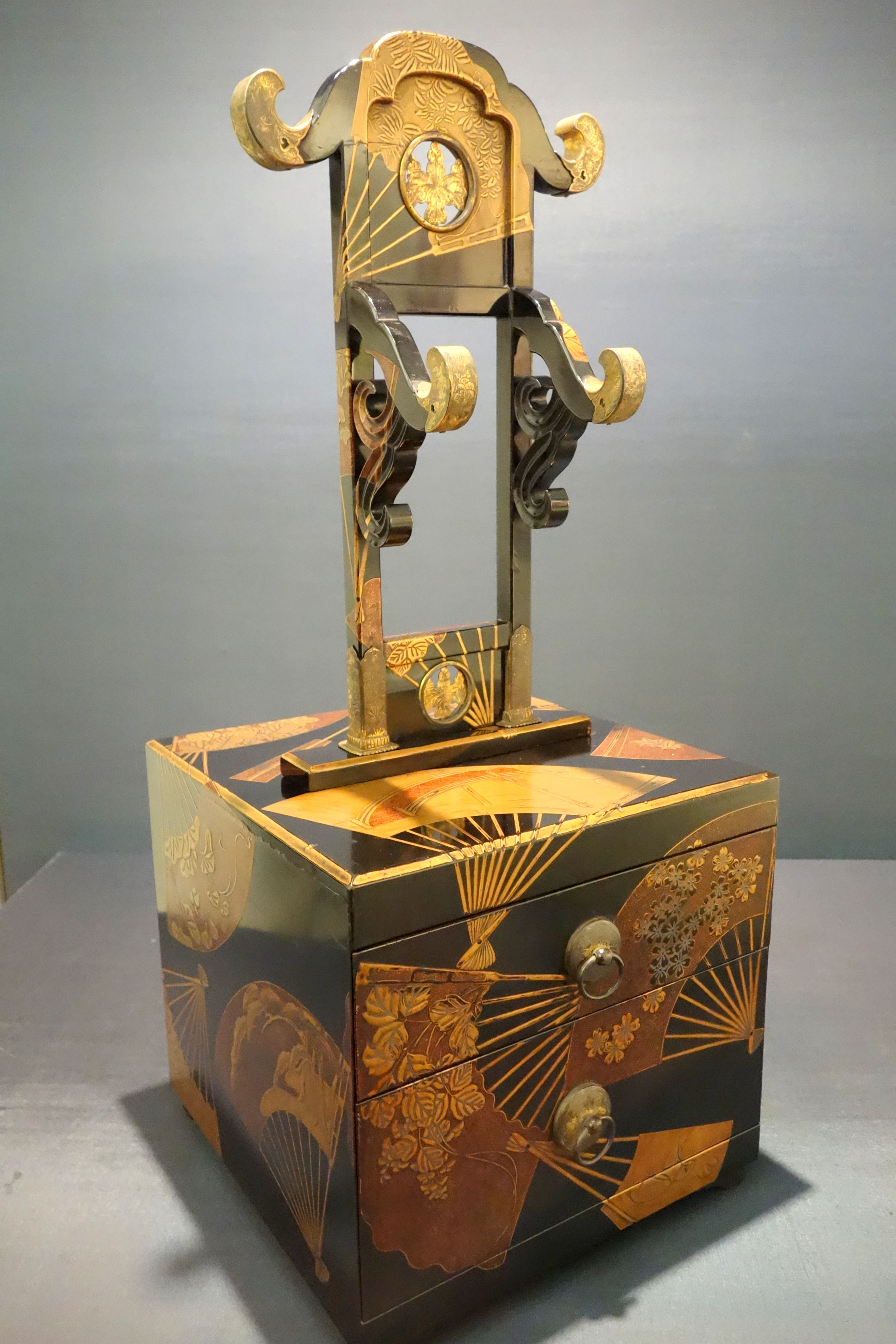
Support de miroir, laque maki-e à décor d'éventail. Époque d'Edo (1603-1868), XVIIe siècle, musée national de Tokyo.

Maki-e (蒔絵, littéralement : « peinture parsemée », ou « image saupoudrée ») est une forme de l'art de la laque pratiqué au Japon. La surface laquée est parsemée de poudre d'or ou d'argent à l'aide d'un makizutsu ou d'un pinceau kebo. La technique a été développée principalement à l'époque de Heian (794-1185) et s'est épanouie à l'époque d'Edo (1603-1868). Les objets maki-e ont été initialement conçus comme articles d'intérieur pour les nobles de la cour. Ils gagnèrent rapidement en popularité et furent adoptés par les familles royales et les chefs militaires comme un symbole du pouvoir.

## Art dumaki-e
La laque est étalée sur une âme de bois en plusieurs couches, avec des épaisseurs, des temps de séchages variables et avec le ponçage au charbon de bois. La technique du décor maki-e consiste à semer de la poudre métallique ou de laque séchée et pulvérisée sur un décor préalablement dessiné en laque rouge encore humide sur fond de laque noire, sèche. Le tout est recouvert, après séchage, d’autres couches de laque qui seront poncées. Pour finir, on recouvre le tout de laque claire.
Soit le résultat final est totalement plat, et c'est le décor en togidashi maki-e, soit le décor joue sur des reliefs plus ou moins saillants, et c'est le décor en shishiai togidashi maki-e.
Pour créer différentes couleurs et textures, les artistes maki-e utilisent une variété de poudres métalliques, notamment d'or, d'argent, de cuivre, de laiton, de plomb, d'aluminium, de platine et d'étain, ainsi que leurs alliages. Des tubes de bambou et des brosses douces de différentes tailles sont utilisés pour dessiner des lignes fines (poils de souris ou de lapin), ou plus larges (en poils de chat) pour remplir le dessin. Un pinceau large et circulaire (kebô), de l'ouate (mawata) ou un tube (funzutsu) sert à déposer des poudres. L'usage de l'or en poudre permet des dégradés et des nuances. On peut ainsi « peindre » et obtenir des résultats comparables à ceux de la couleur sur la soie ou le papier.
Comme il faut un savoir-faire artisanal pour produire une peinture maki-e, les jeunes artistes suivent généralement de nombreuses années de formation pour développer leurs compétences et devenir finalement des maîtres en maki-e. Kōami Dōchō (1410-1478) fut le premier maître de laque associé à des œuvres spécifiques. Ses travaux de maki-e ont utilisé des dessins de divers peintres japonais contemporains. Kōami et un autre maître maki-e, Igarashi Shinsai, ont été les créateurs des deux principales écoles de laque de l'histoire du Japon.

## Histoire des techniques

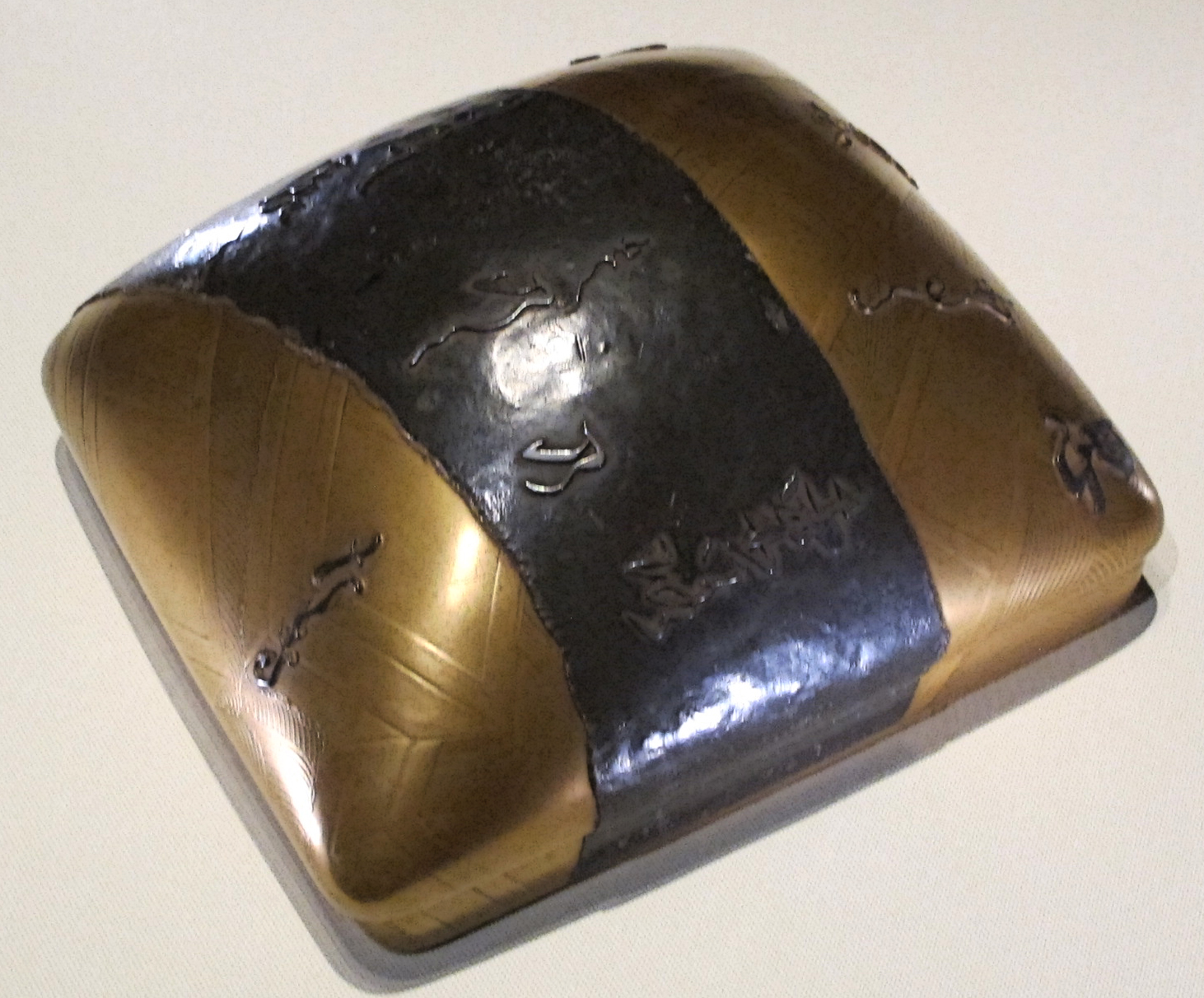
Écritoire à décor de pont flottant et calligraphie. Attribué à Hon'ami Kōetsu (1558-1637). Décor en maki-e, feuille de plomb (musée national de Tokyo. Quatre barges sont réunies entre elles par un pont. La forme bombée de l'écritoire accentue l'image du pont flottant. La géométrisation des lignes est augmentée par le contraste des matières : laque d'or (fond en ikakeji, très haut takamaki-e des barques, tsukegaki des vagues) et feuille de plomb

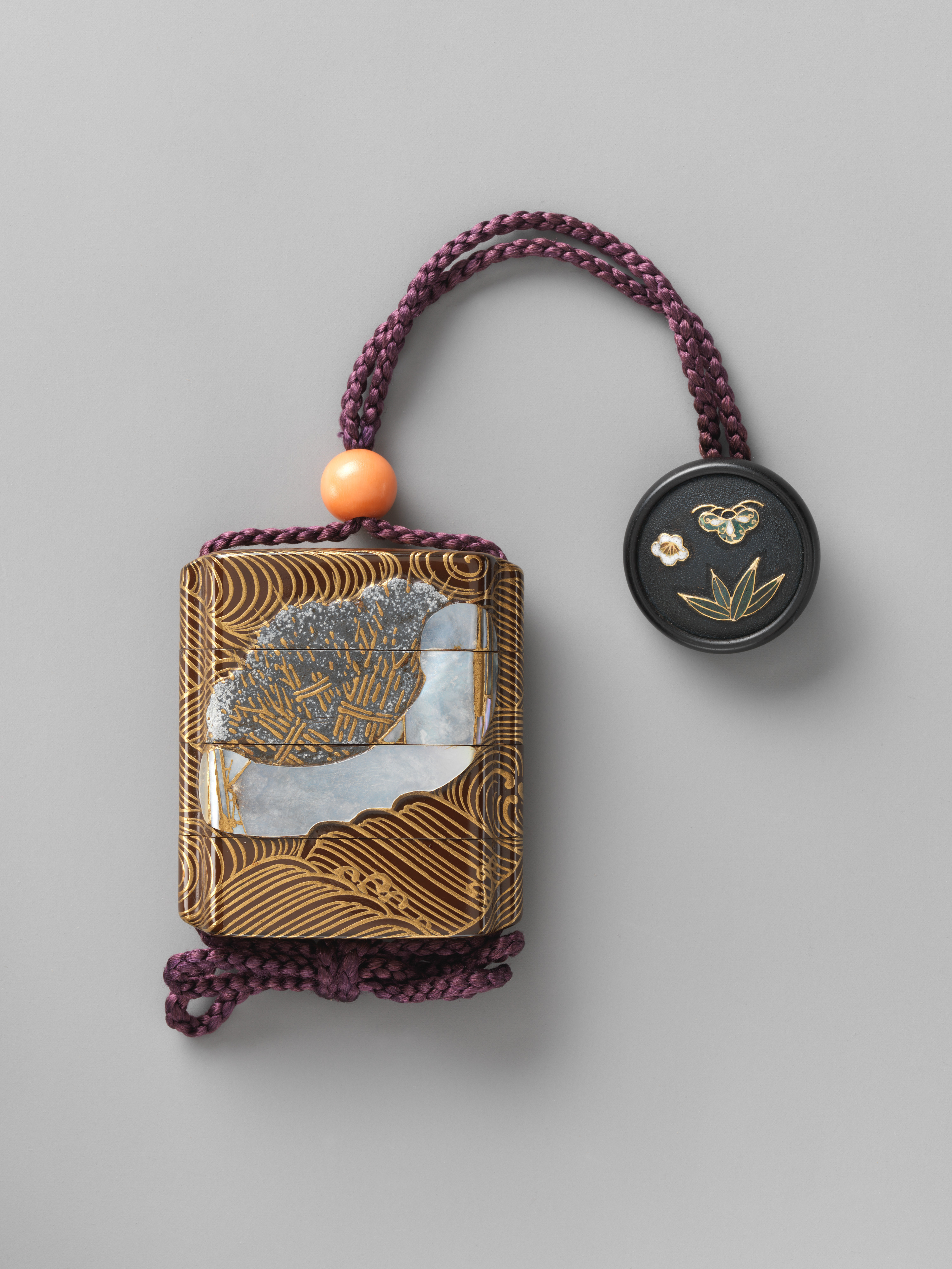
Shibata Zeshin (1807-1891), ère Meiji. Copie d'après Hon'ami Kōetsu (1558-1637). Inrō, 4,8 cm. Maki-e : or, incrustations de nacre, laque noire, bois (MET).

Le togidashi maki-e (研出蒔絵)) à l'aspect parfaitement plat est attesté dès l'époque de Nara et généralement employé à l'époque de Heian. À l'époque de Heian (794-1185), l'art de la laque produit de nombreuses innovations, dont les laques d'or maki-e enrichies d'incrustations de nacre (maki-e raden).
À l'époque de Kamakura (1185-1333), la technique du maki-e s'enrichit d'application de motifs d'or sur la nacre (radenji maki-e) qui permet de souligner certains détails. Toujours à l'époque de Kamakura, le kamakurabori consiste en plusieurs couches épaisses de laque rouge, noire ou une association de plusieurs couleurs (noir, rouge, vert, jaune) sur des motifs en bois sculpté. Un autre type spécial de maki-e est le togidashi maki-e, où une couche de laque noire sans huile est appliquée sur la décoration en métal, technique qui existe déjà à l'époque de Heian. Une forme de maki-e caractéristique de cette période est l'ikakeji raden dans laquelle la poudre d'or est densément saupoudrée sur une surface laquée et délicatement incrustée de coquille de nacre découpée.
Développée au cours de la période Muromachi (1336-1573), le takamaki-e (ou « maki-e surélevé ») est l'une des trois techniques principales de la fabrication du maki-e.  Cette technique consiste à créer des motifs au-dessus de la surface préalablement laquée au moyen d’un mélange de poudre de métal, de laque, de charbon de bois ou de poussière d’argile.
Par ailleurs, le maki-e pouvait être utilisé conjointement avec d'autres techniques. Ainsi, un trousseau de mariée japonaise du musée Guimet porte un décor d’éclairs (inazuma) réalisés sur fond noir en laque aventurine (nashiji) et en laque maki-e d’or sous forme de rinceaux. Le travail de la laque d’or maki-e ou de la laque nashiji de qualité indique qu’il a été fabriqué par un des ateliers de la capitale impériale, Kyoto, dont c’était alors l’apanage.

### Galerie

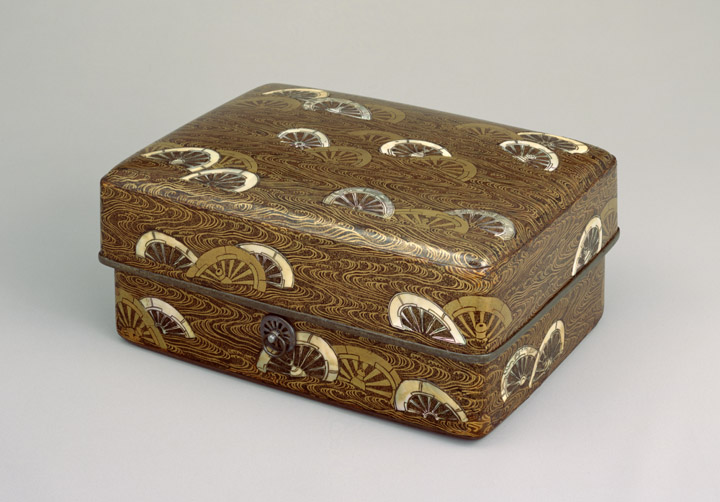
Coffret à décor de roues plongées dans l'eau, XIIe siècle. Bois laqué noir maki-e, laque dorée et nacre 22,4 × 13,3 cm, musée national de Tokyo.
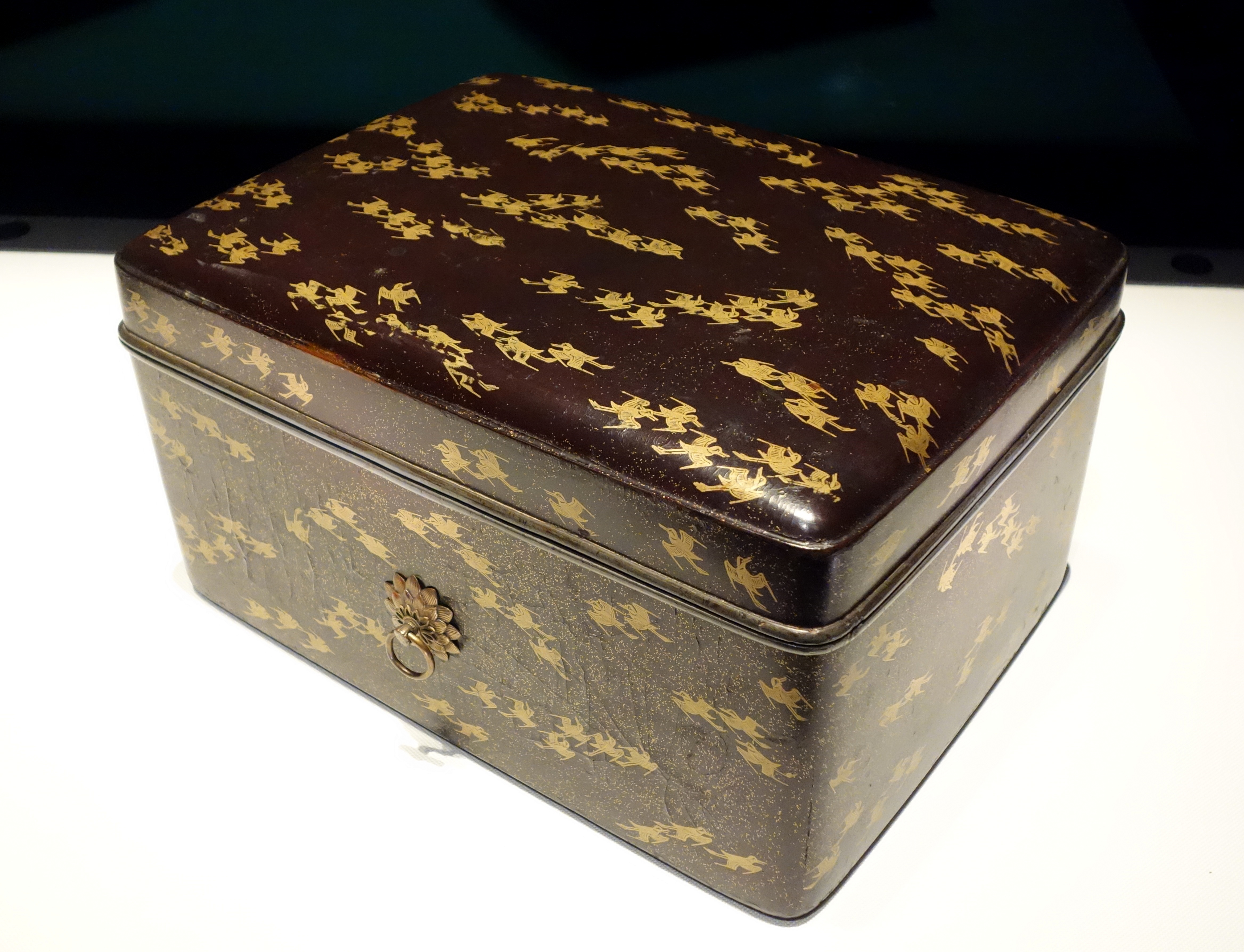
Coffret de toilette (tebako), époque de Kamakura (1185-1333), XIIIe siècle. Bois, décor de pluviers en maki-e, musée national de Tokyo.
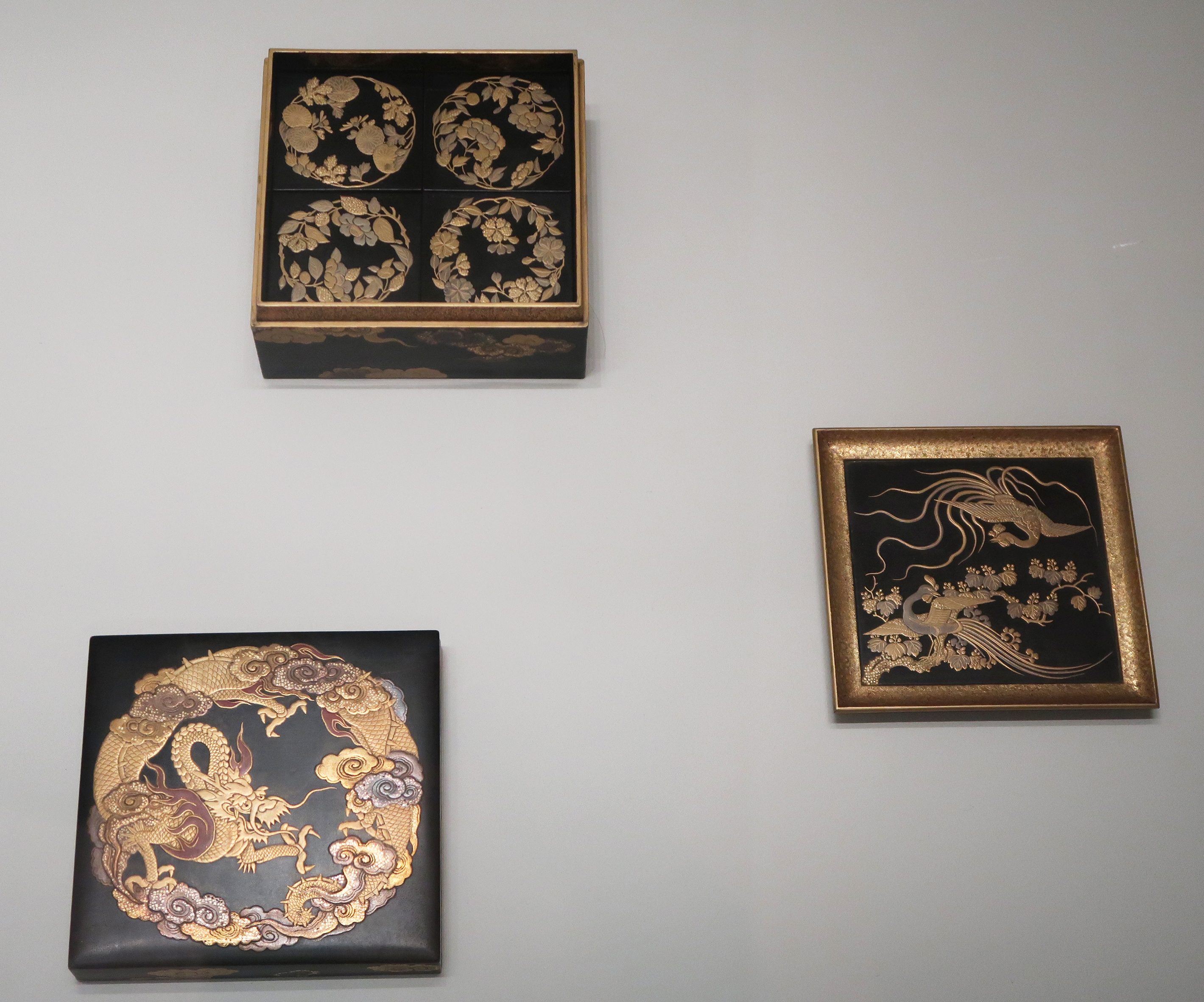
Boite à variétés d'encens (jinbako). Époque d'Edo (1603-1868), fin du XVIIe ou début du XVIIIe siècle. Bois, laque noire, rouge et maki-e d'or et d'argent, musée Guimet.
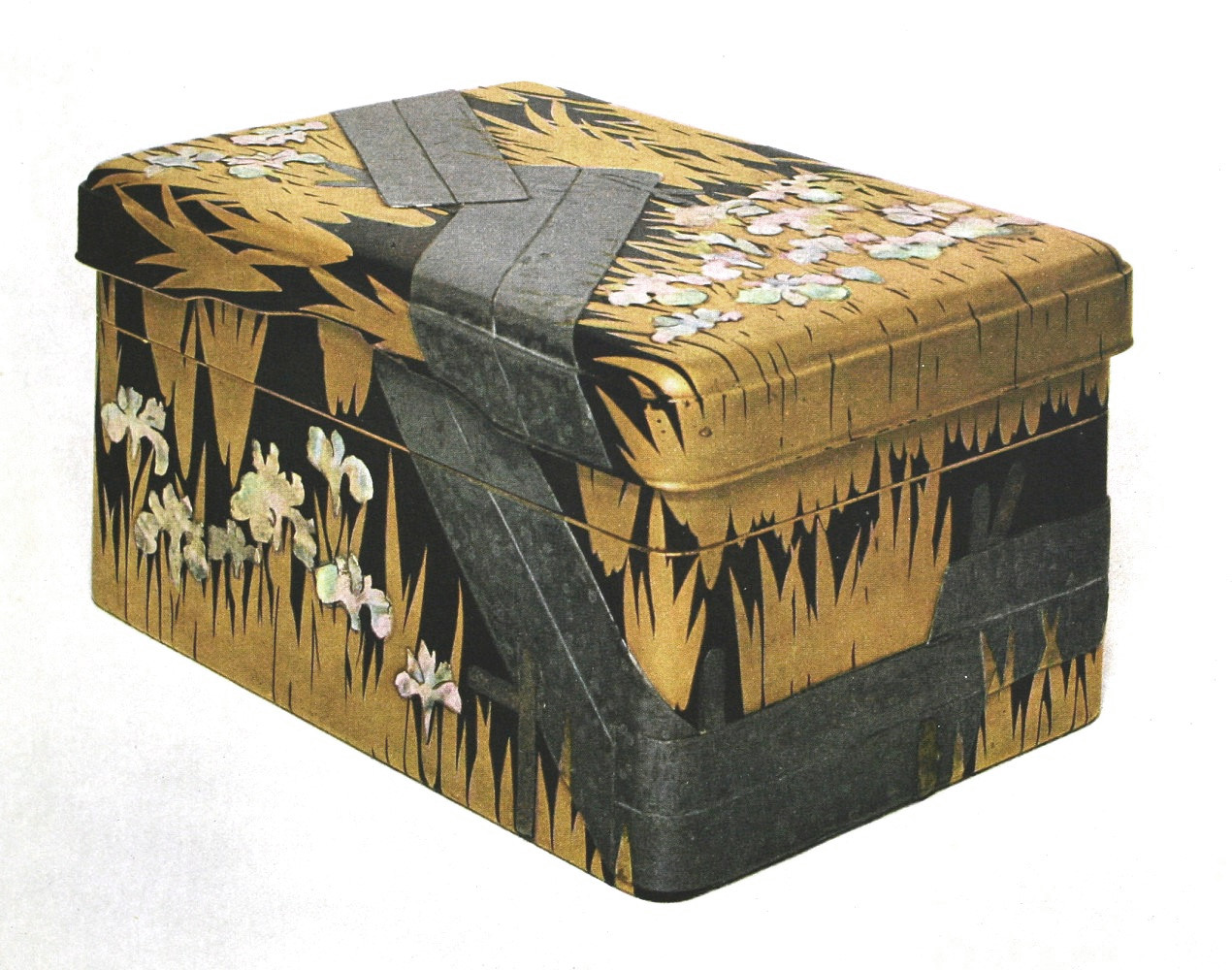
Ogata Kōrin, écritoire aux huit ponts[13], 1700, bois laqué noir, doré, maki-e, nacre, bandes d'argent et de plomb corrodé, 27,3 cm, musée national de Tokyo.
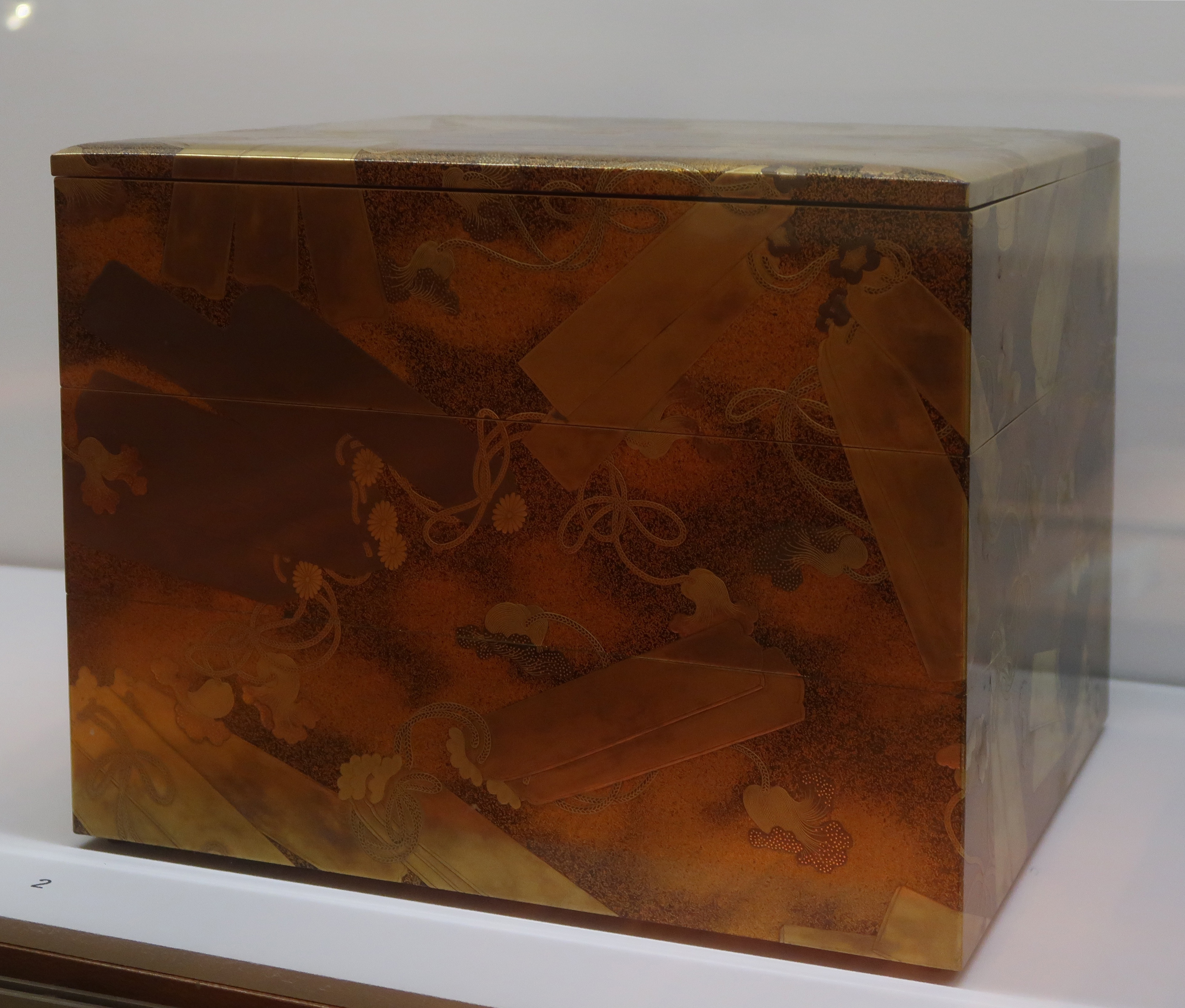
Boîte à nourriture (jubako) à décor de cliquettes, époque d'Edo, XIXe siècle. Bois, laque maki-e d'or, laque aventurine (nashiji), laque rouge, musée Guimet.
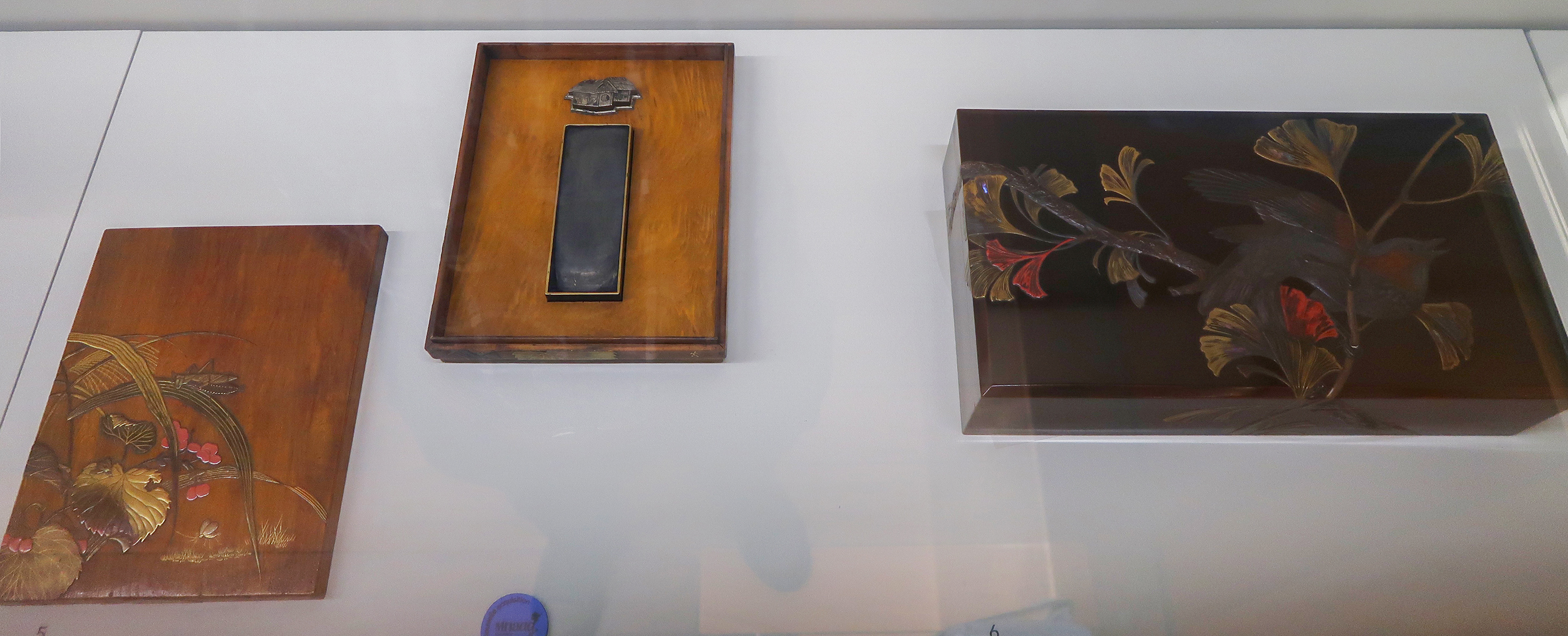
Coffret pour la correspondance à décor d'oiseau sur une branche de ginko, ère Meiji (1868-1912). Bois, laque noire et laque maki-e, musée Guimet.